# 内营力作用
內營力作用（英語：endogenetic processes），又称内力作用，指地殼运动产生地球內部各種力量（例如，擠壓力，張力，剪切力）所帶來的地形演變過程，地球內部的岩漿为主要能量来源。令地球表層岩石（地殼）震動、擠壓、褶曲、以至斷裂，帶來地震、板塊移動、褶曲、斷層、火山噴發等地質活動。